# Budziłauka
Budziłauka (biał. Будзілаўка; ros. Будиловка, Budiłowka) – wieś na Białorusi, w obwodzie witebskim, w rejonie dokszyckim, w sielsowiecie Biehomla. W 2009 roku liczyła 17 mieszkańców.